# 宝塚古墳 (出雲市)
宝塚古墳（たからづかこふん、一保塚（いっぽづか））は、島根県出雲市下古志町にある古墳。国の史跡に指定されている。

## 概要
| 古墳名       | 墳形       | 石室 | 築造時期    | 史跡指定 |
| ------------ | ---------- | ---- | ----------- | -------- |
| 妙蓮寺山古墳 | 前方後円墳 |      | 6c後半      | 県史跡   |
| 放れ山古墳   | 円墳       |      | 6c後半-末   | 県史跡   |
| 宝塚古墳     | 不明       |      | 6c末-7c初頭 | 国史跡   |

島根県東部、出雲平野南部の神戸川南岸の旧自然堤防上に築造された古墳である。現在は出雲西高等学校の東側の水田地帯に所在し、墳丘は大きく削平されて石室天井石が露出しており、周囲の水田面は度重なる洪水の堆積で石室床面よりも高い位置まで上昇している。古くは江戸時代の地誌に記述が見えるほか、発掘調査は実施されていない。
墳形は不明。埋葬施設は片袖式の横穴式石室で、南方向に開口する。凝灰岩の切石を使用した整美な石室で、玄室内には横口式家形石棺を据える。古くから開口するため石室内の副葬品は明らかでなく、鉄鏃数個のみが知られる。
築造時期は、古墳時代後期-終末期の6世紀末-7世紀初頭頃と推定される。一帯では宝塚古墳のほか妙蓮寺山古墳・放れ山古墳などの後期古墳が分布しており、神戸川北岸の今市大念寺古墳・上塩冶築山古墳などに次ぐ有力者の墓群と想定される。
古墳域は1931年（昭和6年）に国の史跡に指定されている。

## 遺跡歴
- 享保2年（1717年）成立の『雲陽誌』に、「寶塚」や「石窟の内石塔あり」の記述（当時には開口か）[3]。
- 1931年（昭和6年）11月26日、国の史跡に指定。

## 埋葬施設

石室俯瞰図

石室展開図

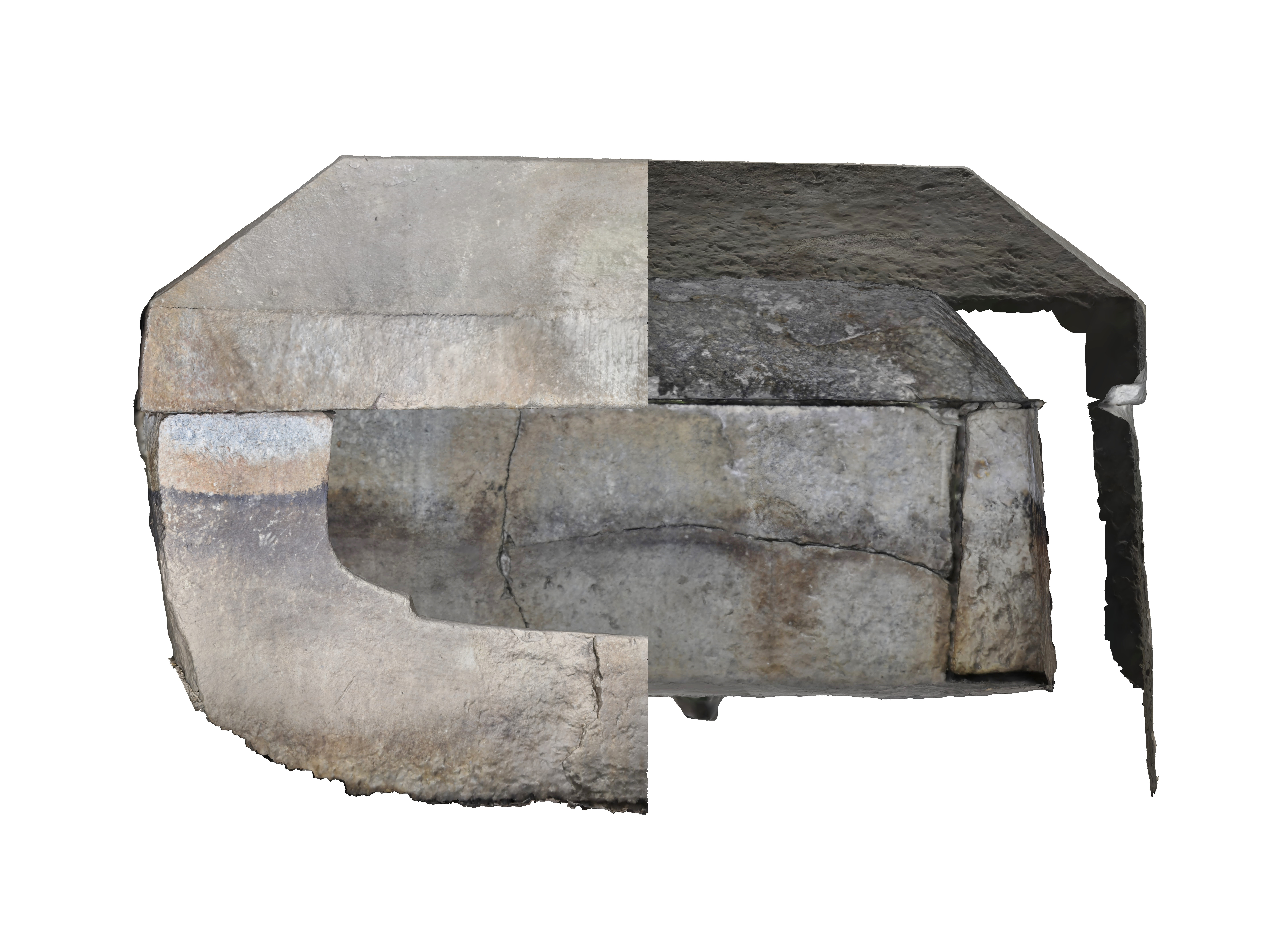
石棺立断面図

石棺
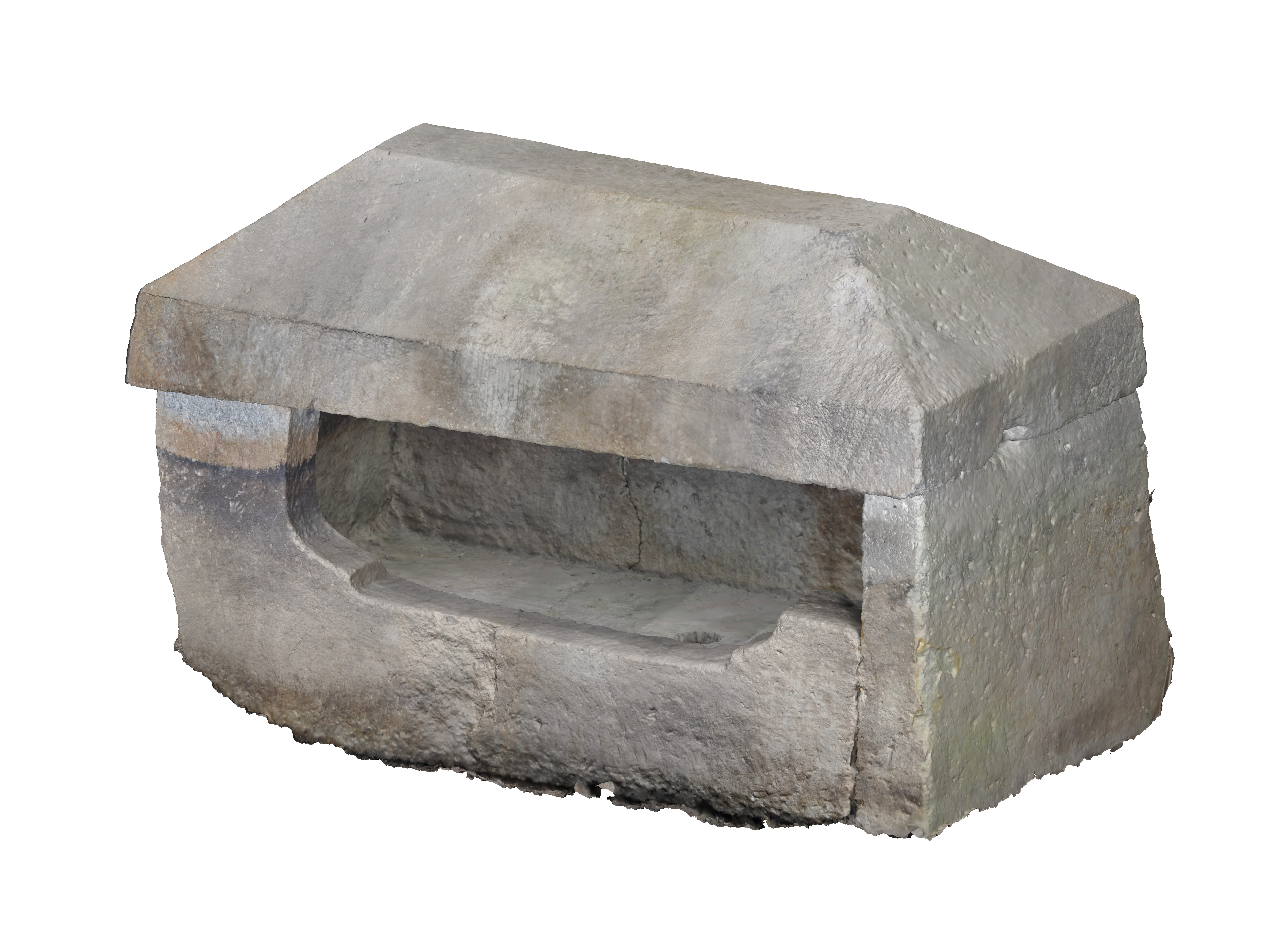
俯瞰図
展開図
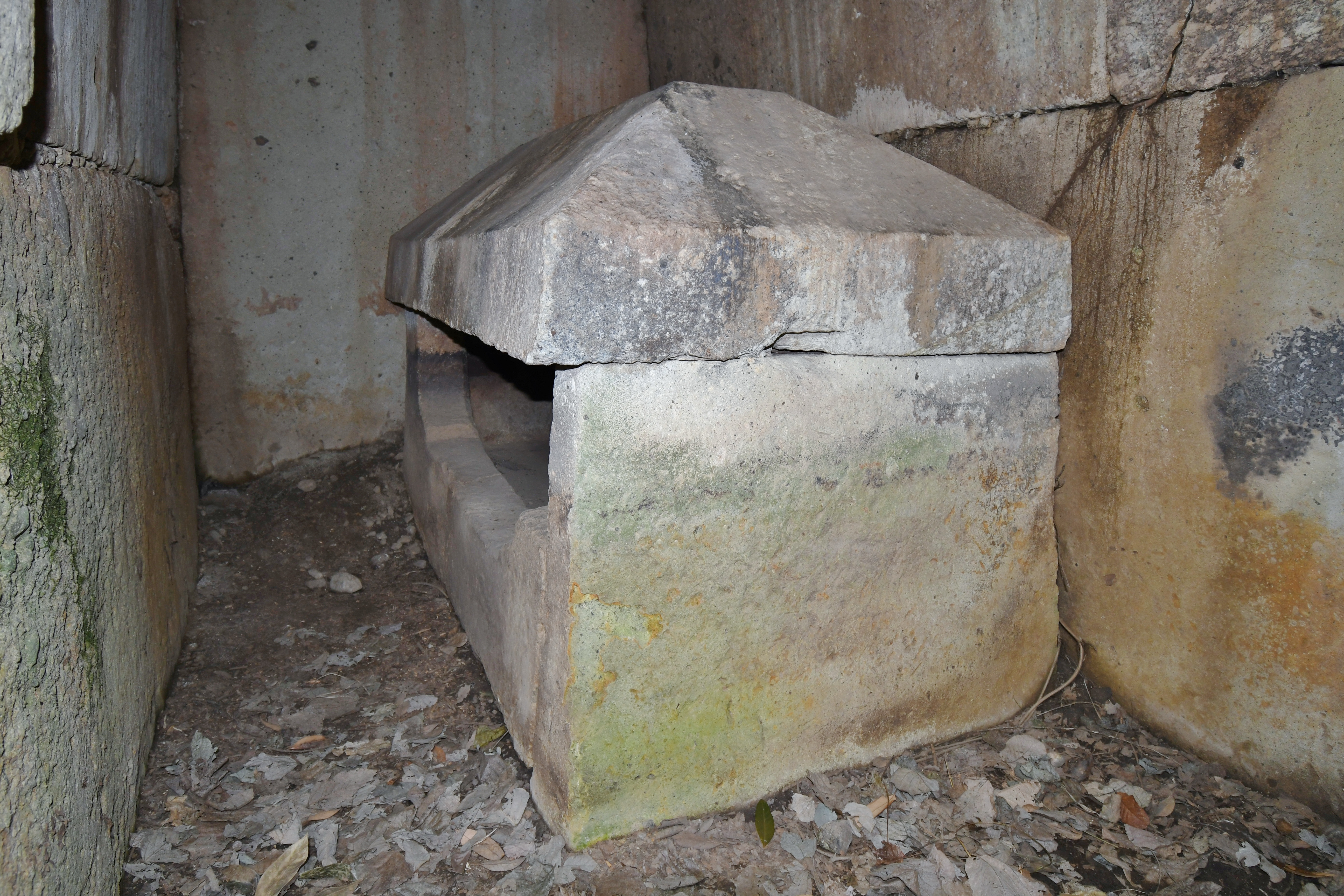
外観

埋葬施設としては片袖式横穴式石室が構築されており、南方向に開口する。石室の規模は次の通り。
- 石室全長：現状7メートル以上
- 玄室：長さ3.6メートル、幅2.0メートル、高さ2.5メートル

羨道の天井石が崩落しているため、石室の全体像は明らかでない。石室の石材は主に凝灰岩の切石で、天井石・楣石・袖石には自然石を使用する。玄室の奥壁には巨大な一枚石を立てる。東側壁は2段積み、西側壁は奥が2段積みで手前が4段積みである。床面は礫敷。玄室の天井石は2枚。羨道は埋没のため明らかでないが、割石を使用して構築されている。
玄室内には、奥壁・東側壁に寄せて凝灰岩製の横口式家形石棺を据える。蓋石は1石で、身石は2石の組み合わせにより、身石の西側辺に開口部を設ける。石棺の規模は、長さ2.3メートル・幅1.2メートル・高さ1.5メートル。

石室
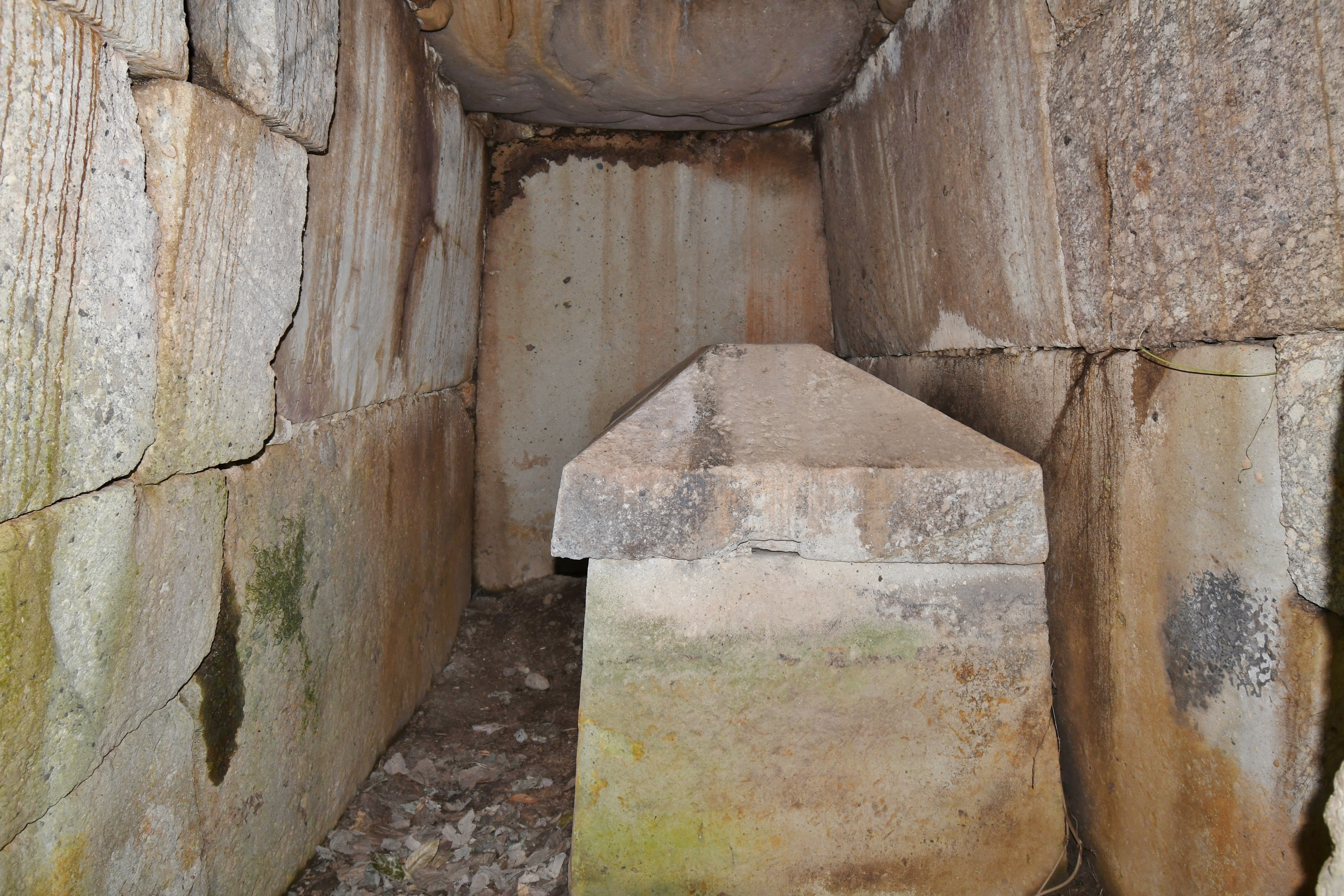
玄室（奥壁方向）
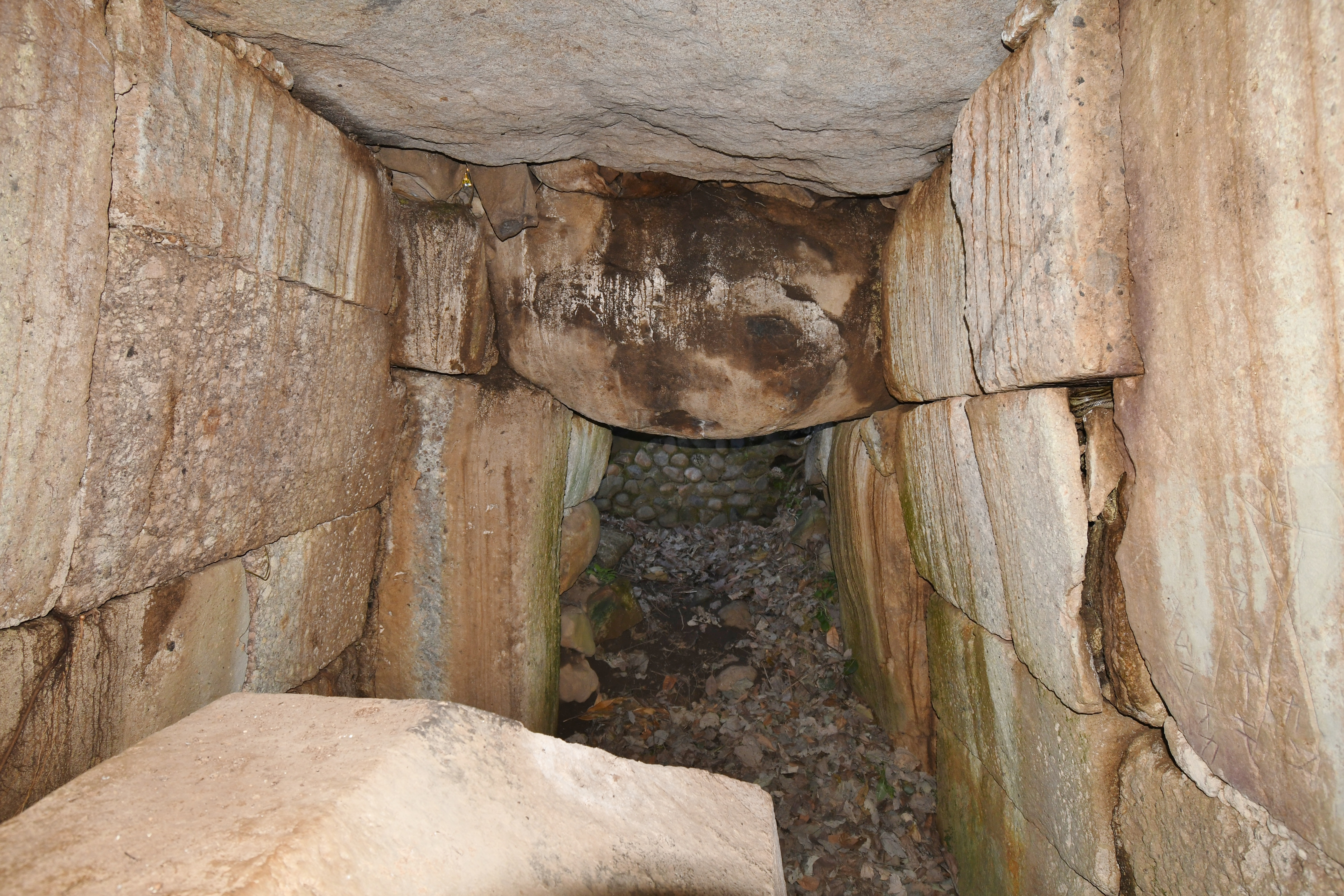
玄室（開口部方向）
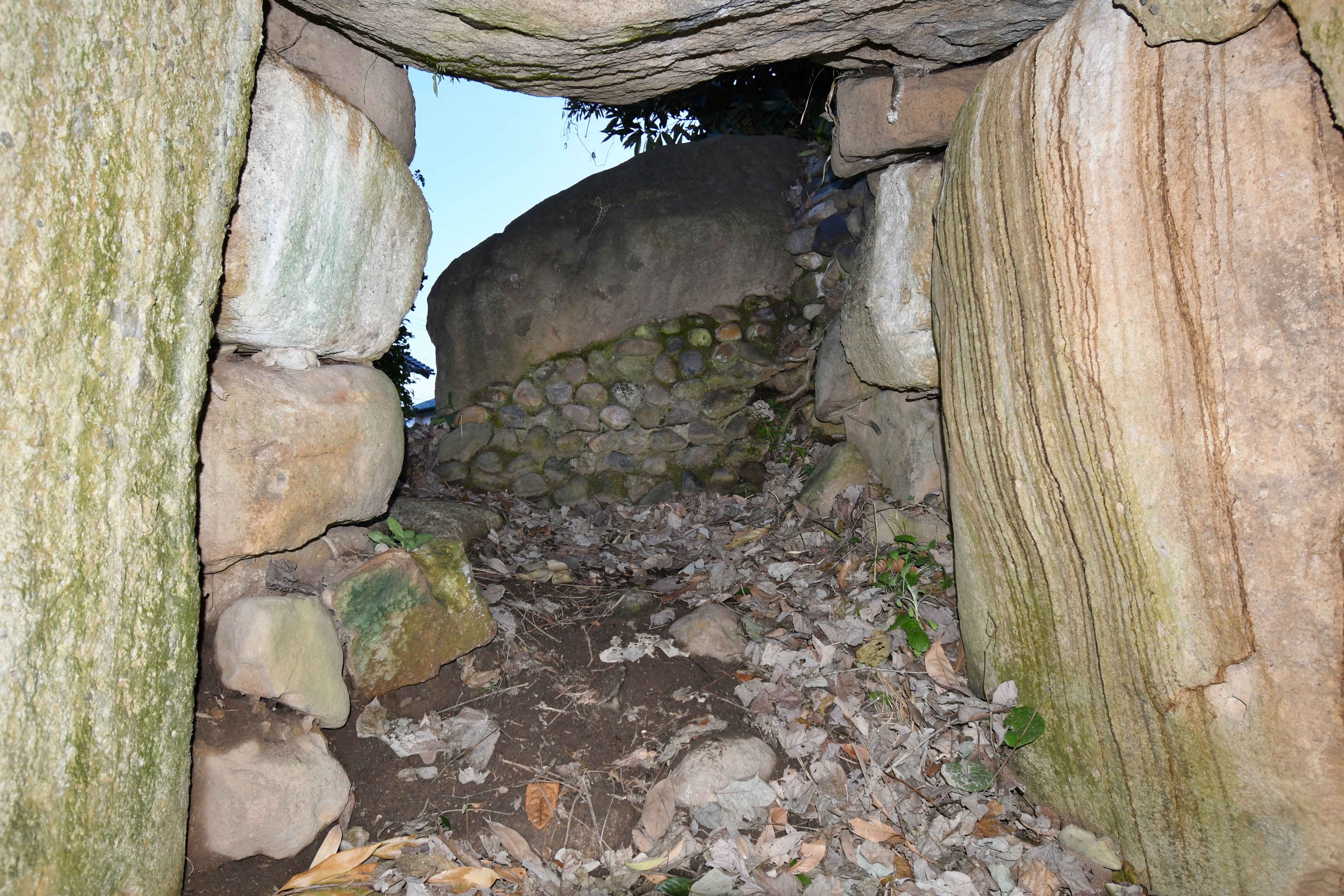
羨道（開口部方向）
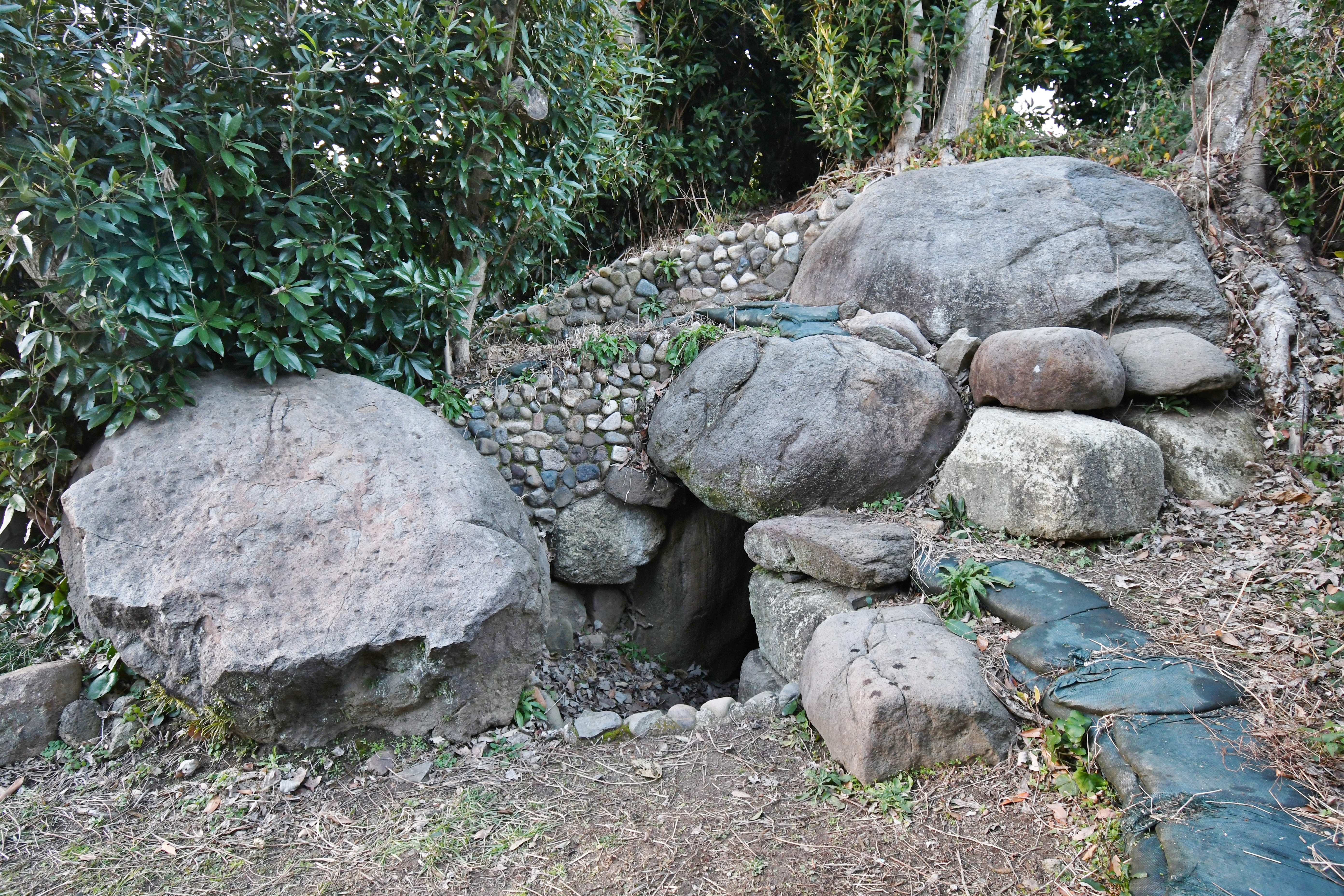
開口部

- 石棺
- 俯瞰図
- 展開図
- 外観

## 文化財

### 国の史跡
- 宝塚古墳 - 1931年（昭和6年）11月26日指定[5]。

## 関連施設
- 出雲弥生の森博物館（出雲市大津町）